# 福田狂二
福田 狂二（ふくだ きょうじ、1887年（明治20年）6月14日 - 1971年（昭和46年）11月13日）は、日本の明治から昭和にかけての社会運動家。別名福田素顕。 

## 人物
島根県簸川郡久多美村東福(現・出雲市)出身。
早稲田大学政治経済学部を中退した。
1904年（明治37年）平民懇親会に参加し、同年日本労働党を結成。
日露戦争のころから反戦社会主義運動に関わり、1914年（大正3年）日本労働党を結成し、普通選挙同盟会に参加。1918年（大正7年）に暴行で逮捕され、3年間服役した。このとき、福田を担当していた看守が思想が変わったとして免職になっている。
1923年（大正12年）進め社を創立し、『進め』を創刊。
1927年（昭和2年）に日本労農党に加入するが、後身の日本大衆党からは「清党運動」に関連して1929年（昭和4年）に除名された。
1933年（昭和8年）右翼に転向。素顕と改名し平沼騏一郎に師事、1935年（昭和10年）『皇道日本』を創刊する。
1948年（昭和23年）防共新聞社を設立して「防共新聞」を発行するなど、反共運動を展開した。1952年（昭和27年）同社社長。
1971年（昭和46年）11月13日死去。84歳。

## 親族
- 福田進 - 長男。1928年生。防共挺身隊を結成した。2012年11月25日没。[4]
- 福田狂介 - 次男。1932年生。法政大卒、防共新聞社社主。2009年没。[5]

## 著書
- 『福田素顕憂國論集』福田素顕憂国論集刊行会、1965年。